# Portree

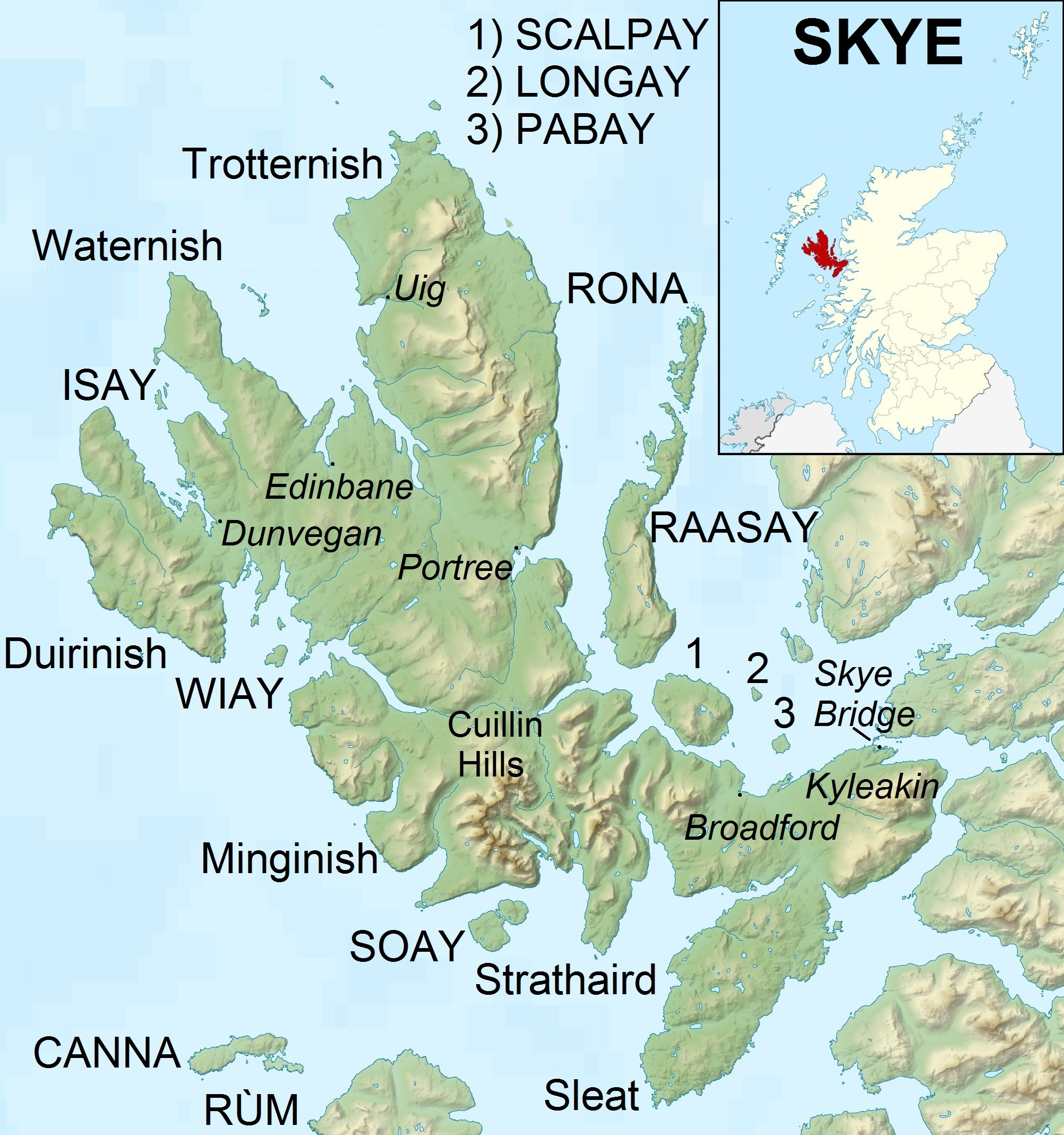
Mapa de Skye mostrant Portree.

Portree (en gaèlic escocès Port Rìgh pronunciat [pʰɔrˠʃtˈ̪ɾiː]) és la ciutat més gran de Skye a les Hèbrides Interiors d'Escòcia (Regne Unit). L'any 2005 tenia 2491 habitants. Hi ha quatre formes d'arribar a Portree: pel pont de Skye; el ferri de Mallaig a Armadale; el ferri (estacional) de Kylerhea; i des de les Hèbrides Exteriors a Uig. És el lloc on es troba l'única escola secundària de l'illa, Portree High school. El transport públic està limitat a autobusos.
Portree té un port, emmarcat en penya-segats, amb un moll dissenyat per Thomas Telford.
Entre les atraccions de la ciutat estan l'Aros Centre que celebra l'herència gaèlica de l'illa. La ciutat també serveix com a centre per als turistes que exploren l'illa.
El Royal Hotel és el lloc on està la MacNab's Inn, l'últim lloc de trobada entre Flora MacDonald i el Bell Príncep Carles l'any 1746.
La ciutat alberga el club de shinty de l'illa de Skye, Skye Camanachd.
Al voltant de 939 (37,72%) habitants parlen gaèlic escocès.

## Etimologia
El nom actual, Port Rìgh es tradueix com a "port del rei", possiblement per una visita del rei Jaume V d'Escòcia l'any 1540. No obstant això, aquesta etimologia ha estat discutida, ja que el rei no va arribar en temps pacífics. El nom antic sembla haver estat Port Ruighe(adh), "port en vessant".
Abans del segle xvi, el nom de l'assentament era Kiltaragleann ("l'església de sant Talarican") del gaèlic Cill Tharghlain.

## Portree a la ficció
A les novel·les de Harry Potter, la ciutat és la seu de l'Orgull de Portree, un dels tretze equips de Quidditch de Bretanya i Irlanda.
La pel·lícula Made of Honor (a Espanya, Les noces de la meva núvia, de Paul Weiland, 2008) també transcorre en part a Portree, on es mostra una ràpida presa del principal carrer de la ciutat.